# Negro World

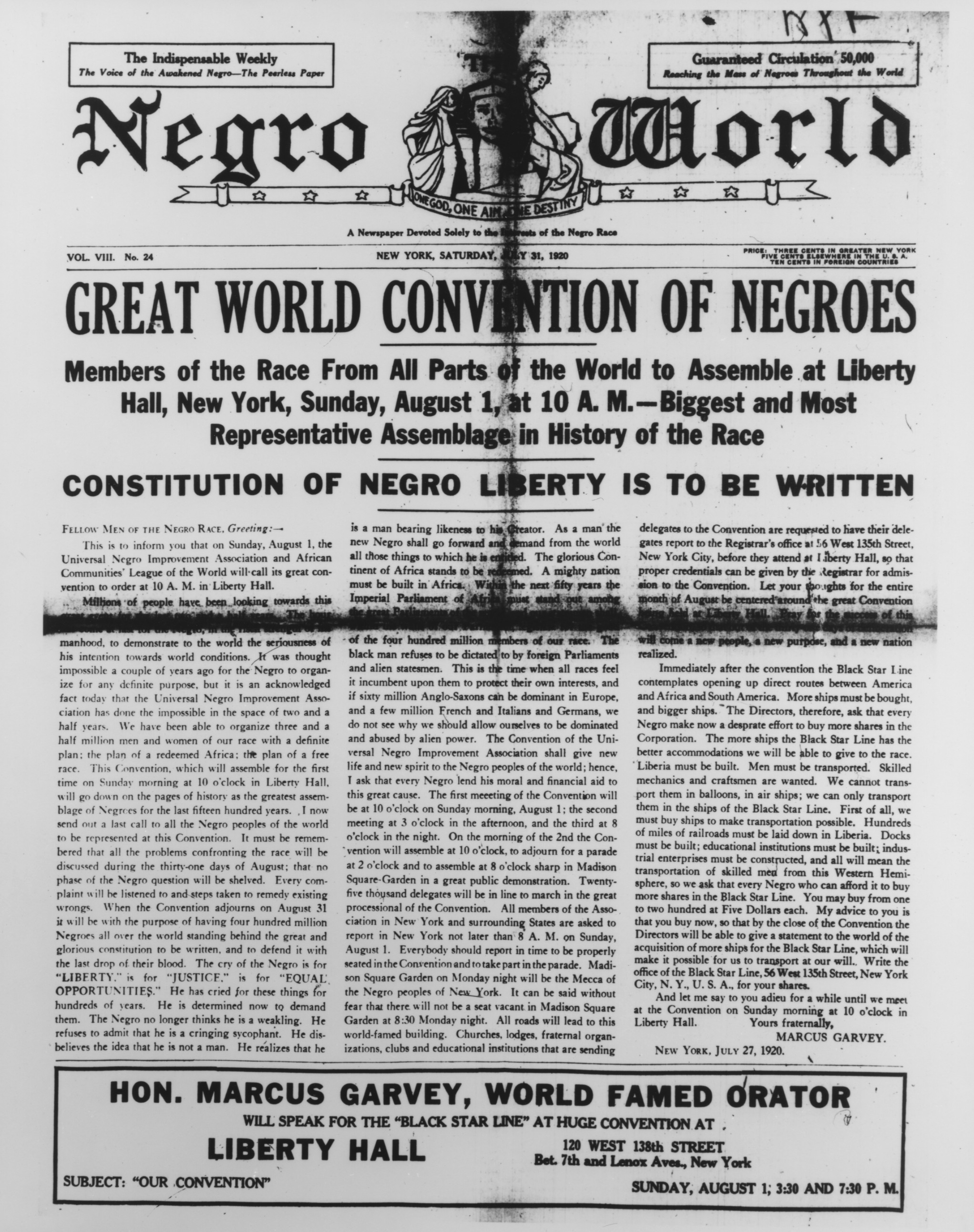
Couverture de l'édition du 31 juillet 1920.

Pour le journal du Tennessee des années 1880, voir Negro World (Knoxville).
Negro World est un journal hebdomadaire publié de 1918 à 1933 à New York. Ce journal a servi comme porte-voix de l'Universal Negro Improvement Association and African Communities League (UNIA), une organisation fondée par Marcus Garvey et sa première femme Amy Ashwood (en) en 1914.

## Histoire
Garvey a fondé la section new-yorkaise de l'UNIA en juillet 1918, et au bout de quelques mois il a commencé à publier le journal Negro World.
Ce journal a été distribué à plus de 500 000 exemplaires hebdomadaires à son apogée, en comptant à la fois les abonnés et les acheteurs au numéro. Negro World distribuait chaque mois plus d'exemplaires que The Messenger (en), The Crisis et Opportunity: A Journal of Negro Life (d'autres publications afro-américaines importantes de l'époque). Les autorités coloniales ont interdit sa vente et même sa possession sur leurs territoires, du côté des Britanniques comme des Français. La distribution dans les pays étrangers a été effectuée par des marins noirs qui voulaient y introduire le journal ; il a ainsi été diffusé clandestinement dans tous les ports africains. Le journal a aussi été interdit au Royaume-Uni et en France.
Negro World a cessé de paraître en 1933.

## Contenu
Pour 5 cents, les lecteurs recevaient un éditorial de Marcus Garvey, de la poésie et des articles spécifiquement pour les personnes d'ascendance africaine. Sous la direction d'Amy Jacques Garvey le journal a publié une pleine page titrée « Our Women and What They Think » (nos femmes et ce qu'elles pensent).
Negro World a également joué un rôle important dans la Renaissance de Harlem (ou l'Ère du Jazz) dans les années 1920. Il a été un point central pour la publication et la diffusion des arts et de culture afro-Américaine, notamment de la poésie, de la critique de théâtre et de musique, et de la critique de livres. Romeo Lionel Dougherty, une figure de proue de l'époque du jazz, a commencé à écrire pour Negro World en 1922.

## Contributeurs
Parmi les rédacteur et contributeurs notable du Negro World, on trouve :
- Duse Mohamed Ali (en)
- John Edward Bruce (en)
- William Henry Ferris (en)
- Timothy Thomas Fortune
- Amy Ashwood Garvey (en)
- Amy Jacques Garvey
- Hubert Harrison
- Samuel Alfred Haynes (en)[5]
- Zora Neale Hurston
- John G. Jackson
- Robert Lincoln Poston (en)
- Andy Razaf
- Joel Augustus Rogers
- Arthur Schomburg
- Eric D. Walrond (en)
- Carter Godwin Woodson